# Episodi di Mamma in un istante (seconda stagione)
La seconda stagione di Mamma in un istante è andata in onda negli Stati Uniti a partire dal 2 ottobre 2014.
| n° | codice di prod. | Titolo originale           | Titolo italiano                | Prima TV USA     | Prima TV Italia |
| -- | --------------- | -------------------------- | ------------------------------ | ---------------- | --------------- |
| 1  | 203             | Sanders Again              | Il ritorno di Sanders          | 2 ottobre 2014   | 2016            |
| 2  | 118             | An Egg by Any Other Name   | Una rosa è sempre una rosa     | 9 ottobre 2014   | 2015            |
| 3  | 201             | Gabby's Game Boy           | Il videogame di gabby          | 16 ottobre 2014  | 2016            |
| 4  | 207             | Children of the Candy Corn | L'Halloween di Stephanie       | 23 ottobre 2014  | 2016            |
| 5  | 204             | Teacher's Pest             | Primo giorno di scuola         | 6 novembre 2014  | 2016            |
| 6  | 202             | James Goes Pro             | La carriera di James           | 13 novembre 2014 | 2016            |
| 7  | 205             | Drill Team                 | Chi ha paura del dentista?     | 20 novembre 2014 | 2016            |
| 8  | 209             | Popular Mechanics          | Il prezzo della verità         | 4 dicembre 2014  | 2016            |
| 9  | 208             | Not Full House             | Una casa contesa               | 15 aprile 2015   | 2016            |
| 10 | 124             | How You Bike Me Now        | Hai voluto la bicicletta       | 22 aprile 2015   | 2015            |
| 11 | 213             | My Stupid Sweet Sixteen    | I miei primi sedici anni       | 29 aprile 2015   | 2016            |
| 12 | 121             | Yelly Monster              | La mostrilla                   | 6 maggio 2015    | 2015            |
| 13 | 210             | Ain't Misbehavin' or Else  | A mali estremi, estremi rimedi | 13 maggio 2015   | 2016            |
| 14 | 212             | Instant Prom               | Il ballo do Gabby              | 20 maggio 2015   | 2016            |
| 15 | 211             | Don't Worry, Be Maggie     | Tale madre... tale figlia      | 27 maggio 2015   | 2016            |
| 16 | 206             | Ghost Busted               | La casa infestata              | 3 giugno 2015    | 2016            |